# 2022–23 في كرة القدم البنغلاديشية
يقدم المقال التالي ملخصاً لموسم كرة القدم 2022–23 في بنغلاديش، وهو الموسم 51 لكرة القدم التنافسية في البلاد.

## الدوري البنغلاديشي الممتاز
يبدأ الدوري في 9 ديسمبر 2022، وينتهي في 22 يوليو 2023.
- ملوك باشوندهارا
- نادي شرطة بنجلاديش
- شيتاغونغ أباهاني
- دكا أباهاني
- دكا المحمدي
- موكتيجودها سانجساد كيه سي
- رحماتجاني أم إف إس
- سيف اس سي
- نادي الشيخ جمال دنامدي
- الشيخ راسل ق
- فورتيس
- الاتحاد الآسيوي أوتارا

## كرة القدم النسائية
يبدأ الدوري في نوفمبر 2022، وينتهي في مارس 2023.

## دوري بطولة بنغلاديش
يبدأ الدوري في 12 ديسمبر 2022، وينتهي في 3 أبريل 2023.